# 賀廸
賀廸（英語：James Paul HOOD，1986年11月13日—），香港男子橄欖球運動員，亦為香港男子七人欖球代表隊成員。

## 簡歷
2010年11月，賀廸代表中國香港出戰廣州亞運會，參加橄欖球比賽，最終奪得銀牌。
2014年9月，賀廸代表中國香港參加南韓仁川舉行的亞運會七人欖球比賽，在決賽負於日本隊，奪得銀牌。